# آلبرت بوخی
آلبرت بوخی (انگلیسی: Albert Büchi; ۲۷ ژوئن ۱۹۰۷ – ۱ اوت ۱۹۸۸) دوچرخه‌سوار اهل سوئیس بود.